# Râul Ciolanu
Râul Ciolanu este un râu din România, afluent al râului Albele. 